# Alexifármaco
Alexifármaco (del griego ἀλεξιφάρμακος ‘antídoto’, de ἀλέκω ‘rechazar’ y φἀρμακος ‘veneno o remedio’). Usaban esta palabra los antiguos para designar los remedios que creían capaces de expulsar del cuerpo los diferentes principios morbíficos o de precaver los malos efectos de los venenos. Nicandro les dedicó una obra titulada Ἀλεξιφάρμακα Los antídotos.
Las sustancias medicinales de esta clase son:
- las raíces de angélica, de énula campana, contrayerba, genciana, imperatoria, galanga, jengibre, serpentaria de Virginia, etc.
- las hojas de toronjil, yerbabuena hortense, tomillo, salvia y de la mayor parte de las labiadas
- las flores de saúco y clavel
- la corteza de naranja, de limón y canela
- las semillas de las umbelíferas, las bayas del enebro, la moscada, el macis, los clavos de espuela , el alcanfor, almizcle etc
- algunas preparaciones oficinales, como los aguardientes destilados y las tinturas espirituosas

Estas sustancias con su efecto inmediato deben fortificar los aparatos, aumentar su tonicidad, acelerar sus movimientos, agitar el curso de la sangre y mover la transpiración.